# شکل‌دهی هیدرولیکی

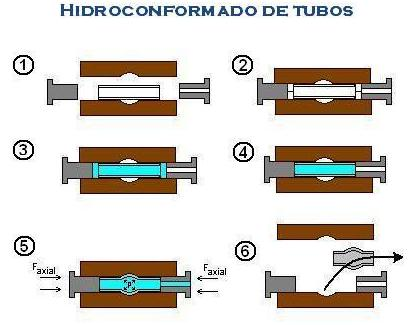
هیدروفرمینگ لوله

شکل‌دهی هیدرولیکی یا هیدروفرمینگ (به انگلیسی: Hydroforming) یک‌راه مقرون‌به‌صرفه برای شکل‌دهی فلزات انعطاف‌پذیر مانند آلومینیوم، برنج، فولاد کم آلیاژ و فولاد ضدزنگ به قطعات سبک‌وزن، سفت و قوی ازلحاظ ساختاری است. یکی از بزرگ‌ترین کاربردهای هیدروفرمینگ در صنعت خودرو است که استفاده از شکل‌های پیچیده در تولید سازه‌های قوی، سبک، سفت‌وسخت را برای بدنه وسایل نقلیه ممکن می‌سازد. این فن به‌خصوص در صنعت ماشین مسابقه‌ای محبوبیت دارد و همچنین غالباً در شکل‌دهی لوله‌های آلومینیومی برای ساخت قاب‌های دوچرخه به کار می‌رود.
هیدروفرمیگ یک نوع خاص از شکل‌دهی با استفاده از قالب است که از یک سیال هیدرولیکی پرفشار برای فشرده کردن ماده کاری در دمای اتاق در یک قالب، استفاده می‌شود. برای تبدیل آلومینیوم به یک اسکلت وسیله نقلیه، یک لوله توخالی آلومینیوم درون یک قالب تورفته که باعث شکل‌گیری قطعه مطلوب می‌شود، قرار داده می‌شود؛ سپس پمپ هیدرولیک پرفشار، سیال را با فشار خیلی زیاد درون لوله آلومینیوم تزریق می‌کند در نتیجه لوله آلومینیومی تا جایی که بر قالب منطبق شود منبسط می‌شود. آلومینیوم حاصل سپس از قالب جدا می‌شود. هیدروفرمینگ امکان ساختن شکل‌های پیچیده فرورفته را فراهم می‌سازد که انجام چنین کاری به روش پرس استاندارد سخت یا غیرممکن است. قطعاتی که از روش هیدروفرمینگ ساخته می‌شوند، غالباً نسبت سفتی به وزن بیشتر و هزینه واحد کمتری نسبت به روش پرس سنتی یا پرس و جوش‌کاری قطعات جدا از هم دارند. تقریباً تمام فلزاتی که توانایی شکل‌دهی سرد دارند، می‌توان هیدروفرمینگ را روی آن‌ها انجام داد، مانند آلومینیوم، برنج، فولاد کربن و ضدزنگ، مس و آلیاژهای استحکام بالا.

## انواع فرایندهای اصلی

### هیدروفرمینگ ورق (SHF: Sheet Hydroforming)
در طریقه سنتی برای شکل‌دهی ورقهای فلزی ورق را درون قالب مربوطه قرار داده و به کمک فشار دستگاه‌های پرس سنگین ورق شکل قالب را به خود می‌گرفت. هیدروفرمینگ یا شکل‌دهی به کمک فشار آب تکنیکی جدید در ساخت و شکل‌دهی قطعاتی است که قبلاً به صورت پرسی ساخته می‌شدند. در زمینه هیدروفرمینگ ورق تحقیقات بسیاری در طی سال‌های اخیر انجام شده و روش‌های مختلفی از سوی محققان ارائه شده‌است. معمولاً از این روش برای ساخت قطعات پیچیده با سطح مقطع‌های مختلف در یک قطعه استفاده می‌شود. در حال حاضر با توجه به فضای رقابتی، منابع محدود مواد اولیه و مالی، سوخت مصرفی و همچنین مشکلات زیست‌محیطی، ضرورت استفاده از فناوری‌های جدید روز به روز بیشتر احساس می‌شود. استفاده از روش هیدروفرمینگ، نقش مهمی در کاهش وزن قطعه، هزینه ابزار و هزینه تولید دارد. برای اولین بار این روش در تولید قطعات خودرو و بدنه هواپیما در سال ۱۹۸۰ مورد استفاده قرار گرفت و در سال‌های ۱۹۸۰ تا ۱۹۹۰ این روش پیشرفت‌های زیادی داشت. در این روش به سبب اعمال فشار مکانیکی و در اثر کشش ورق گوشه‌های ورق هنگام شکل‌دهی ضخامتی کمتر از قسمت مرکزی آن پیدا می‌کند. به همین دلیل طراحان ورق را با ضخامتی بیشتر از ضخامت اصلی مورد نیاز در نظر می‌گیرند که جبران کاهش ضخامت در موقع کشش به وسیلهٔ پرس را در نظر گرفته باشند. همچنین در این روش شکل‌دهی ورق‌ها به سبب خاصیت ارتجاعی فولاد باید با زوایایی تیزتر از زاویه مورد نیاز پرس شوند تا خاصیت ارتجاعی ورق هم لحاظ شده باشد. این فرایند شبیه فرایند متداول کشش ورق بوده که در آن ابتدا یک طرف قالب که بر اساس نوع قطعه و هزینه‌های ساخت تعیین می‌شود، ساخته شده و سپس در دستگاه هیدروفرمینگ، نصب می‌شود. قطعه اولیه توسط ورق‌گیر بر روی قالب گرفته شده و پانچ(Punch) قطعه مورد نظر را به درون قالب می‌کشاند. طوری‌که در پشت دیافراگم لاستیکی فشاری از روغن وجود دارد که در واقع کار حفره را انجام می‌دهد و شکل قالب را به آن می‌دهد. اختلاف عمده روش هیدروفرمینگ ورق نسبت به فرایند موسوم کشش ورق در نوع سنبه آن بوده و در این روش از یک سیال (معمولاً امولسیون آب و روغن) یا یک ماده انعطاف‌پذیر به‌جای سنبه استفاده می‌شود. روغن تأمین‌کننده نیروی کاری و آب مایع عمل‌کننده فرایند (به‌علت فراوانی و ارزان بودن آن) و سیستم عملکرد آن‌ها نیز مشابه سرنگ است. مطابق شکل ۱ قالب به یک محفظه فشار تبدیل گردیده و فشار سیال از طریق یک دیافراگم لاستیکی واقع در بین ورق و سیال به ورق منتقل می‌شود و ورق خام شکل موردنظر را پیدا می‌کند.

### انواع هیدروفرمینگ ورق
تکنولوژی هیدروفرمینگ این امکان را ایجاد کرده که بتوانیم قطعات بسیار پیچیده را تولید کنیم، از پیشرفت‌های جدید در این عرصه می‌توان به فرایند کشش عمیق هیدرومکانیکی، فرایند کشش عمیق هیدروریم، هیدروفرمینگ جفتی ورق فلزی، هیدروفرمینگ ورق با یک قالب متحرک اشاره کرد. یکی از فرایندهای مهم در این روش، فرایند کشش عمیق است. در روش سنتی احتمال پارگی و چروکیدگی به دلایل مختلفی در قطعه می‌شد. عواملی از قبیل شعاع سنبه و ماتریس، نگهداری ورق جنس ورق تأثیر زیادی داشتند. اما در تکنولوژی هیدروفرمینگ این احتمال بسیار کم شده از جمله اینکه دیگر چیزی به عنوان شعاع لبه مطرح نیست که باعث پارگی ورق شود. یکی از مهم‌ترین روش‌ها در این زمینه فرایند هیدروفرمینگ جفتی ورق می‌باشد. به‌طور خلاصه در این فرایند از دو صفحه تخت یا پیش فرم شده‌استفاده می‌شود، ابتدا گوشه‌های آن‌ها را بهم جوش می‌کنند سپس در قالب قرار می‌دهند. بعد از بسته شدن قالب قسمت جوشکاری شده بین صفحات نگهدارنده قرار می‌گیرد. سپس فشار متعادلی بین صفحات اعمال می‌گردد و تغییر شکل ورق‌ها آغاز می‌شود. هیدروفرمینگ ورق دو نوع است؛ نوع اول شکل‌دهی کیسه‌ای (Bladder forming) (وقتی‌که از یک کیسه حاوی مایع استفاده می‌شود و هیچ مایعی با ورق تماس ندارد) و نوع دوم زمانی که مایع با ورق تماس دارد (بدون کیسه). شکل‌دهی کیسه‌ای بعضی مواقع شکل‌دهی خمشی (Flexforming) نیز نامیده می‌شود. شکل‌دهی خمشی اغلب برای محصولات کم‌حجم استفاده می‌شود، مثلاً در عرصه هوافضا. یکی از انواع شکل‌دهی تماس مستقیم با سیال، کشش عمیق هیدرومکانیکی نامیده می‌شود. درکشش عمیق هیدرومکانیکی، قطعهٔ کار روی یک حلقه کشش (نگه‌دارنده) که بالای یک پانچ است قرار می‌گیرد (پانچ‌ها ابزارهایی هستند که در دو طرف لوله قرار می‌گیرد و با فشار دادن دو سر لوله باعث هل دادن ماده سازنده قطعه به سمت قسمت‌هایی که قرار است برآمده شوند، می‌شود)، سپس یک محفظه هیدرولیکی، قطعه کار را فرامی‌گیرد و یک فشار اولیه نسبتاً کم قطعه کار را روی پانچ می‌نشاند. سپس پانچ به درون محفظهٔ هیدرولیکی منتقل می‌شود و فشار تا حدود psi 15000 بالابرده می‌شود تا قطعه شکل موردنظر را به خود بگیرد. سپس فشار برداشته می‌شود و پانچ عقب می‌آید، محفظه هیدرولیکی بالابرده می‌شود و فرایند کامل می‌شود.

#### نام‌های جایگزین، انواع دیگر و فرایندهای مشابه
- هیدرومک (Hydromec) (کشش عمیق هیدرومکانیکی)
- Aquadraw
- شکل‌دهی محدبی (Bulge forming)
- شکل‌دهی انفجاری

برای قطعات بزرگ، روش هیدروفرمینگ انفجاری می‌تواند فشار شکل‌دهی را به‌وسیله انفجار ساده در بالای قطعه که در یک استخر آب فروبرده شده‌است، تولید کند. تجهیزات مورد استفاده در این روش می‌تواند خیلی ارزان‌تر از بقیه روش‌های مورد استفاده در فرایندهای پرس باشد. همچنین در این فرایند فقط از یک موج شوکی در هوا به‌عنوان ابزار تولید فشار استفاده می‌شود. به‌خصوص وقتی مواد منفجره به قطعه کار نزدیک هستند، اثرات اینرسی نتیجه را از شکل‌گیری به‌وسیلهٔ فشار هیدرواستاتیک تنها پیچیده‌تر می‌سازد.
- شکل‌گیری لایه لاستیکی

### هیدروفرمینگ لوله (THF: Tube Hydroforming)
در فرایند هیدروفرمینگ لوله بلنک اولیه می‌تواند به صورت‌های لوله مستقیم، لوله خم‌دار و لوله فرم‌دار باشد. انواع لوله‌های مورد استفاده در این روش شامل انواع لوله و پروفیل‌های کشیده شده بدون جوش و درز می‌باشد.
در هیدروفرمینگ لوله دو شیوه اصلی وجود دارد: پرفشار و کم‌فشار. در فرایند پرفشار لوله تماماً در یک قالب، قبل از فشرده شدن محصورشده‌است. در کم‌فشار، هنگام بسته شدن قالب، لوله کمی تحت‌فشار قرار داده می‌شود تا به یک حجم ثابت برسد. ازلحاظ تاریخی، این فرایند در دهه ۵۰ میلادی ثبت اختراع شد، اما ازلحاظ صنعتی در دهه ۷۰ میلادی برای تولید مفصل‌های T شکل بزرگ برای صنعت نفت و گاز گسترش یافت. امروزه این فرایند در بخش خودرو، جایی که بسیاری از کاربردهای صنعتی می‌تواند پیدا شود، بیشتر استفاده می‌شود. این فرایند همچنین برای ساخت اجزا لوله‌ای دوچرخه‌ها استفاده می‌شود. در هیدروفرمینگ لوله فشار به درون یک لوله که به‌وسیله قالب‌هایی با سطوح مقطع و شکل‌های مطلوب نگه‌داشته شده، اعمال می‌شود. وقتی قالب‌ها بسته‌شده‌اند، انتهای لوله به‌وسیلهٔ پانچ‌های محوری بسته‌شده‌است و لوله با سیال هیدرولیکی پرشده‌است. فشار درونی می‌تواند تا چند هزار بار افزایش یابد و این بخش باعث می‌شود لوله در برابر قالب‌ها کالیبره شود. سیال به درون لوله از طریق یکی از دو پانچ محوری تزریق می‌شود. پانچ‌های محوری متحرک هستند و کارشان ایجاد فشار محوری و هل دادن ماده سازنده لوله به‌طرف قسمتی از لوله که قرار است برآمده شود، است. همچنین ممکن است اثر پانچ‌های متقابل عرضی با قالب شکل‌گیری ترکیب شود تا برآمدگی‌هایی با نسبت قطر به طول کوچک شکل گیرد. همچنین ممکن است پانچ‌های متقابل عرضی برای ایجاد سوراخ‌هایی در قطعه کار، در پایان فرایند شکل‌گیری، استفاده شوند.
طراحی این فرایند درگذشته یک کار چالش‌برانگیز بوده‌است، چون‌که مدل‌سازی تحلیلی اولیه فقط برای موارد محدود ممکن بود. پیشرفت‌ها در تحلیل اجزای محدود (FEA: Finite Element Analysis) و روش اجزای محدود (FEM: Finite Element Method) در سال‌های اخیر فرایندهای هیدروفرم را قادر ساخته‌اند تا به‌طور گسترده‌تری برای انواع قطعات و مواد طراحی و ساخته شوند. غالباً شبیه‌سازی‌های روش اجزای محدود برای پیدا کردن یک فرایند عملی و تعریف کردن منحنی‌های بارگذاری صحیح مانند فشار _ زمان و میزان تزریق سیال محوری _ زمان، باید به کار گرفته شود.

### مزایا و معایب
مزایا
این روش، در تیراژ پایین تولید و در مقیاس نمونه‌سازی می‌تواند جایگزین مناسبی برای فرایند کشش عمیق باشد. کیفیت سطحی بالای قطعات، یکنواختی ضخامت بسیار مناسب، کشش قطعات پیچیده در یک مرحله، عمق کشش بیشتر به همراه توزیع مناسب کرنش، عدم نیاز به ساخت قالب و در نتیجه کاهش هزینه از مزایای این روش نسبت به فرایند کشش عمیق می‌باشد. همچنین باید اشاره کرد که در روش سنتی پرس، احتمال پارگی ورق، خستگی در اثر کشش و ایجاد ترک‌های موئی در هنگام پرس وجود دارد ولی در روش هیدروفرم به سبب اینکه فشار آب درون لوله در همه جای آن یکنواخت است ضخامت ورق حاصل از این کار نیز در همه جای آن یکنواخت خواهد بود و نیز مشکل پارگی یا خستگی ورق در اثر شکل‌دهی و همچنین ترک‌های موئی درون ورق نیز از بین رفته و ضمناً فرم قطعه پس از خروج از درون قالب دقیقاً به شکل قالب می‌باشد و حالت فنری نیز ندارد. به این ترتیب طراحان می‌توانند از نازکترین ورق ممکن جهت کاهش وزن و حداکثر استحکام بهره بگیرند.
معایب
در شکل‌دهی فلزات به روش هیدروفرمینگ همانند دیگر روش‌های فرم دهی، موانع و محدودیت‌هایی وجود دارد که موجب ایجاد عیوبی در قطعه شکل داده شده می‌شود. بسته به نوع محدودیت‌هایی که در این فرایند وجود دارد، عیوبی که به وجود می‌آید را می‌توان در ۳ گروه دسته‌بندی کرد. پارگی یا ترکیدگی، چروکیدگی و کمانش. تمامی این عیوب و ناپایداری‌ها زمانی رخ می‌دهد که تنش و کرنش در یک جزء به مقدار بحرانی خود برسد یا در واقع دیگر نتوان بین نیروهای داخلی (فشار سیال) و نیروهای خارجی (تغذیه محوری از سوی پانچ‌ها) تعادل برقرار کرد.
عموماً پارگی زمانی اتفاق می‌افتد که فشار داخلی سیال نسبت به تغذیه محوری آنقدر بالا باشد که جابجایی محوری فرصت جبران کاهش ضخامت را نداشته باشد و در نتیجه پدیده گلویی شدن و در نهایت پارگی اتفاق می‌افتد. در واقع هرگاه بر اثر نیروی کششی یک ناپایداری موضعی در ناحیه‌ای از پوسته ایجاد شود، در آن ناحیه یک تغییر شکل موضعی ایجاد شده که باعث نازک شدن جداره شده و به پارگی منجر می‌شود و بر عکس چروکیدگی و کمانش زمانی رخ می‌دهد که قطعه تحت تنش فشاری محوری بیش از اندازه قرار گرفته و در نتیجه سبب ایجاد یک قطعه معیوب می‌شود اما وقوع هر کدام از دو پدیده فوق (چروکیدگی و کمانش) بستگی به شکل هندسی قطعه اولیه دارد.
امروزه تقاضای زیادی برای استفاده از این روش در مورد شکل‌دهی ورق آلیاژ منیزیم و ورقهای کامپوزیت وجود دارد. از میان تحقیقات وسیع شرکت‌های مهندسی در راس آن‌ها شرکت "R&D" و دانشگاه دورتموند آلمان و انستیتو هاربین نتایج مؤثری حاصل شد ولی این روش هنوز به کندی پیش می‌رود و علل آن عبارتند از:
نیاز به پرس با تناژ بسیار بالا
بزرگ بودن میز کار پرس و ابزارهای مورد نیاز
کم بودن سرعت تعویض ابزار در خلال عملیات هیدروفرمینگ
سرمایه‌گذاری بسیار بالا در مورد پرس ابزار

### کاربرد
صنعت هیدروفرمینگ در صنایع خودروسازی برای ساخت قطعاتی از جمله سیستم اگزوز، فریم، برخی از قسمت‌های رادیاتور، اکسل، شاسی خودروهای اسپرت و برخی از قسمت‌های بدنه و… استفاده می‌شود. در مقایسه با شاسی مونوکوک ابتدائی مهندسین متخصص اظهار می‌کنند که شاسی تولید شده از روش هیدروفرمینگ از نظر وزنی ۳۶٪ سبک‌تر و همچنین استحکام پیچشی آن ۱٫۵ برابر شاسی‌های تولید شده به روش سنتی (مونوکوک) می‌باشد. با توجه به اینکه استفاده تجاری از این نوع شاسی در سال ۱۹۹۸ شروع شده امروزه در کمتر از ۸ سال تقریباً” استفاده از آن فراگیر شده و اکثر خودروهای تولید انبوه آلمانی سایز کوچک و متوسط و همچنین تعداد زیادی از خودروهای جنرال موتورز امروزه از این تکنیک در تمام یا قسمت‌های زیادی از شاسی خودروهای خود استفاده می‌کنند.
به نظر می‌رسد که در آینده‌ای نه چندان دور این نوع شاسی به صورت کامل جایگزین شاسی مونوکوک اولیه شود.
مزایای این نوع از شاسی شامل استحکام بالا و وزن پایین‌تر نسبت به گونه مونوکوک بدون افزایش قیمت در تولید می‌باشد اما هنوز برای استفاده در یک خودروی اسپرت تمام عیار این نوع از شاسی هم از نظر وزن و هم از نظر مقاومت ضعف‌های اساسی داشته و جهت یک خودروی اسپرت قدرتمند مناسب نیست. همچنین این روش در صنعت هوافضا و کشتی‌سازی نیز در کاربردهای بیشتر نظامی جایگاه مخصوص به خود را دارد.

### نتیجه‌گیری
از دیدگاه فنی و مهندسی با استفاده از روش‌های نوین شکل‌دهی می‌توان محدودیت شکل‌دهی لوله را کاهش داد و رنج وسیعی از قطعات را با این روش تولید نمود و همچنین روش‌هایی را که شامل چندین بار تغییر شکل در لوله می‌باشند به یک یا دو بار شکل دادن تقلیل می‌یابند، که باعث افزایش بازدهی و کم همچنین از منظر صنعت و پیشرفت آن باید گفت که بزرگترین مانع در گسترش هیدروفرمینگ عدم آشنایی مدیران صنایع با مزایای این روش است. همین موضوع است که مانع از استفاده آن در صنعت رو به رشد امروز است. با توجه به گسترش روزافزون استفاده از این روش در تولید قطعات پیچیده و با توجه به مزایای اشاره شده، به نظر می‌رسد که سازندگان قطعات خودرو را می‌بایستی نسبت به استفاده از این روش در تولید قطعات خود ترغیب کرد تا در نهایت، ضمن کاهش قیمت از اتلاف منابع موجود و مواد اولیه نیز جلوگیری شو د. باید به این نکته مهم توجه داشت که به دلیل هزینه بالای این روش باید توجیه اقتصادی برای تولید یک محصول خاص وجود داشته باشد، شاید یک قطعه که دقت زیادی لازم ندارد را بهتر است با همان روش‌های سنتی تولید کرد اما به‌طور مثال در صنعت نظامی به دلیل نیاز به دقت بسیار بالا بهتر است از روش هیدروفرمینگ استفاده شود چون دیگر بحث اقتصادی مطرح نیست.

## ابزار مرسوم
ابزار و پانچ‌ها می‌توانند برای نیازهای قطعات مختلف تعویض شوند. یکی از فواید هیدروفرمینگ صرفه‌جویی در مصرف ابزار است. برای ورق فلزی فقط یک حلقه کشش و پانچ نیاز است. بسته به قطعه‌ای که شکل می‌گیرد، پانچ می‌تواند از اپوکسی (Epoxy)، به‌جای فلز، ساخته شود. به‌هرحال، قالب‌ها باید خیلی صیقل داده‌شده باشند و در هیدروفرمینگ لوله یک قالب دوتکه لازم است تا این قالب بتواند باز و بسته شود.

## هندسه تولیدشده
دیگر مزیت هیدروفرمینگ این است که شکل‌های پیچیده می‌توانند در یک مرحله ساخته شوند. البته درآوردن شعاع‌های گوشه مقعر کوچک مشکل است، زیرا فشار بسیار زیادی لازم است. در حقیقت، نیروی بستن قالب می‌تواند خیلی زیاد باشد و در هیدروفرمینگ لوله یا ورق می‌تواند به‌آسانی بر بیشترین تناژ فشار شکل‌گیری غلبه کند. به‌منظور این‌که نیروی بستن قالب از حد توصیه‌شده تجاوز نکند، بیشترین فشار سیال درونی باید محدود شود.

## تلرانس‌ها و کیفیت سطح قطعات حاصل
هیدروفرمینگ قادر به تولید قطعات با تلرانس‌های تنگ است؛ مثلاً در هواپیما؛ در هواپیما یک تلرانس متداول برای قطعات ورقه‌ای فلزی 0.76 mm است. هیدروفرمینگ فلز همچنین باعث ایجاد یک سطح صاف برای قطعات می‌شود.

## مثال‌ها
مثال‌های قابل‌توجه شامل موارد زیر است:

### هیدروفرمینگ ورق (SHF)
- آنتن‌های ماهواره تا قطر ۶ متر، مانند آن‌هایی که در آرایه تلسکوپ آلن استفاده می‌شود.[۱۰]
- لوازم روشنایی خانه‌ها و بازتابنده
- فریم
- برخی از قسمت‌های رادیاتور
- اکسل
- شاسی خودروهای اسپرت
- برخی قسمت‌های بدنه اتومبیل

### هیدروفرمینگ لوله (THF)
- لوله برنجی ساکسوفون یاماها
- تولید اسکلت دوچرخه آلومینیومی
- اگزوز اتومبیل‌های اسپرت
- اتصالات و شیر آلات